# Anthony LaMolinara
Anthony LaMolinara ist ein Regisseur, Drehbuchautor, Animator und Filmtechniker, der sich auf visuelle Effekte spezialisiert hat.

## Leben
LaMolinaras bisher größter Erfolg war der Film Spider-Man 2, für den er für zahlreiche Filmpreise nominiert war, und den Oscar sogar gewinnen konnte. 2005 gab er sein Debüt als Regisseur und Drehbuchautor für das Kurzfilmdrama Lonesome Matador, in dem unter anderem Jaime Ray Newman und Richard Tyson die Hauptrollen spielen. Die Premiere hatte dieser am 17. März 2005 am Pensacola Film Festival und drei Tage darauf startete der Streifen in ganz USA in den Kinos. In anderen Ländern wurde der Film nicht veröffentlicht.

## Filmografie (Auswahl)
Visuelle Effekte:
- 1998: T-Rex: Back to the Cretaceous
- 2000: Hollow Man – Unsichtbare Gefahr (Hollow Man)
- 2002: Spider-Man
- 2004: Spider-Man 2
- 2009: Clash of the Dinosaurs (4 Folgen)

Animation:
- 1991: Johann’s Gift to Christmas
- 1995: Toy Story
- 1999: Stuart Little
- 2002: Die Chubbchubbs! (The Chubbchubbs!)

Regie und Drehbuch:
- 2005: Lonesome Matador
- 2017: Once upon a time

## Auszeichnungen (Auswahl)
- 2003: Academy of Science Fiction, Fantasy & Horror Films: Nominierung in der Kategorie Beste visuelle Effekte für Spider-Man
- 2003: BAFTA Award:  Nominierung in der Kategorie Beste visuelle Effekte für Spider-Man
- 2003: Oscar: Nominierung in der Kategorie Beste visuelle Effekte für Spider-Man
- 2005: Satellite Award: Nominierung in der Kategorie Beste visuelle Effekte für Spider-Man 2
- 2005: Academy of Science Fiction, Fantasy & Horror Films:Auszeichnung in der Kategorie Beste visuelle Effekte für Spider-Man 2
- 2005: Visual Effects Society Award: Nominierung in der Kategorie Beste visuelle Effekte für Spider-Man 2
- 2005: BAFTA Award: Nominierung in der Kategorie Beste visuelle Effekte für Spider-Man 2
- 2005: Oscar: Auszeichnung in der Kategorie Beste visuelle Effekte für Spider-Man 2